# 芝加哥3號堆

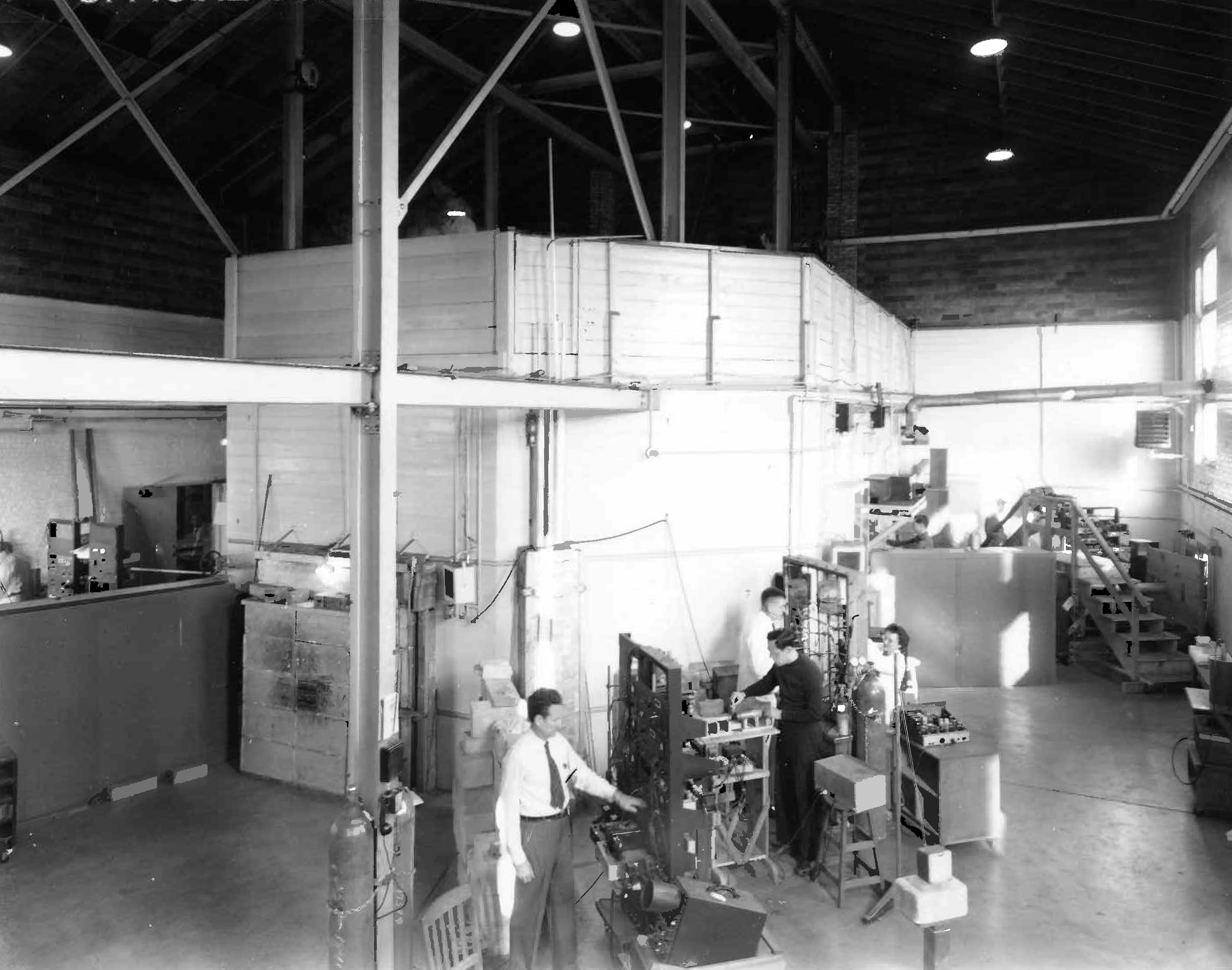
芝加哥3號堆

芝加哥3號堆（英語：Chicago Pile-3，CP-3）是世界上第一座重水反應爐，也是最早期的研究用核反應爐之一。它於1943年建造於A地點，該地為位於芝加哥大學校園以西約10英里（16）的研究設施。這座反應爐是繼CP-1和CP-2之後的第三座，並於1944年5月15日首次達到臨界狀態。最初，它被用於曼哈頓計畫中冶金實驗室的實驗物理研究。1950年進行重建後，CP-3 繼續服役數年，最終於1954年除役，結束其作為研究反應爐的使用壽命。
CP-3最初使用天然鈾作為燃料，並以重水作為中子減速劑。1950年1月，因懷疑包覆控制棒的鋁製外殼出現腐蝕問題，反應爐被拆解。隨後，反應爐重新建造，並重新命名為CP-3（CP-3 prime）。該反應爐於1950年5月再次啟動，並持續運作至1954年。反應爐獲准運作的最大功率為300千瓦。CP-3和CP-3′兩個版本的反應爐被廣泛用於以下研究目的：核物理研究、裂變產物的分離、從受照射的鋰中回收氚、在實驗動物身上研究放射性核種的代謝作用。
在反應爐除役之後，燃料與重水被運送至橡樹嶺國家實驗室。至於反應爐的管線、閥門與建築廢料則被放置在反應爐的包覆殼體內，接著整個殼體被灌滿混凝土。這座重達800-短噸（730-公噸）的殼體被埋入現場一個深達40-英尺（12-）的大坑中。該地點位於帕洛斯森林保護區內，是庫克郡森林保護系統（Cook County Forest Preserve system）的一部分。如今，現場設有歷史標誌牌，以紀念CP-3及其姊妹反應爐CP-1/CP-2所留下的重要歷史。